# 天山槭
天山槭（学名：Acer semenovii），为槭树科槭属下的一个植物种。